# Trichopsis pumila
Trichopsis pumila, conosciuto comunemente come gurami pigmeo,  è un piccolo pesce d'acqua dolce appartenente alla famiglia Osphronemidae, sottofamiglia Macropodusinae.

## Distribuzione e habitat
Questa specie è diffusa in Asia, nelle acque dolci di Indonesia, Laos e Thailandia. Abita acque lente o stagnanti, soprattutto quelle con densa vegetazione acquatica e anche povere di ossigeno.

## Descrizione
Presenta un corpo piuttosto alto, con profilo vagamente romboidale, il ventre più convesso del dorso. La pinna dorsale è alta, la coda a lancia nel maschio e arrotondata nella femmina e l'anale lunga e frastagliata. Le pinne ventrali sono corte, ad eccezione del primo raggio, molto allungato. Le pettorali sono arrotondate. La livrea è interessante: il corpo ha un fondo grigio verde con riflessi argentei, il dorso più scuro. Dagli occhi parte una linea grossolana bruna, che corre lungo i fianchi. Il ventre presenta riflessi rosati e azzurrati. La pinna dorsale, l'anale e la caudale sono fittamente punteggiate di blu e rosso e orlati degli stessi colori. Le ventrali sono azzurrine, le pinne pettorali trasparenti. Il maschio presenta una livrea più colorata della femmina. 

Raggiunge una lunghezza di 4 cm.

## Riproduzione

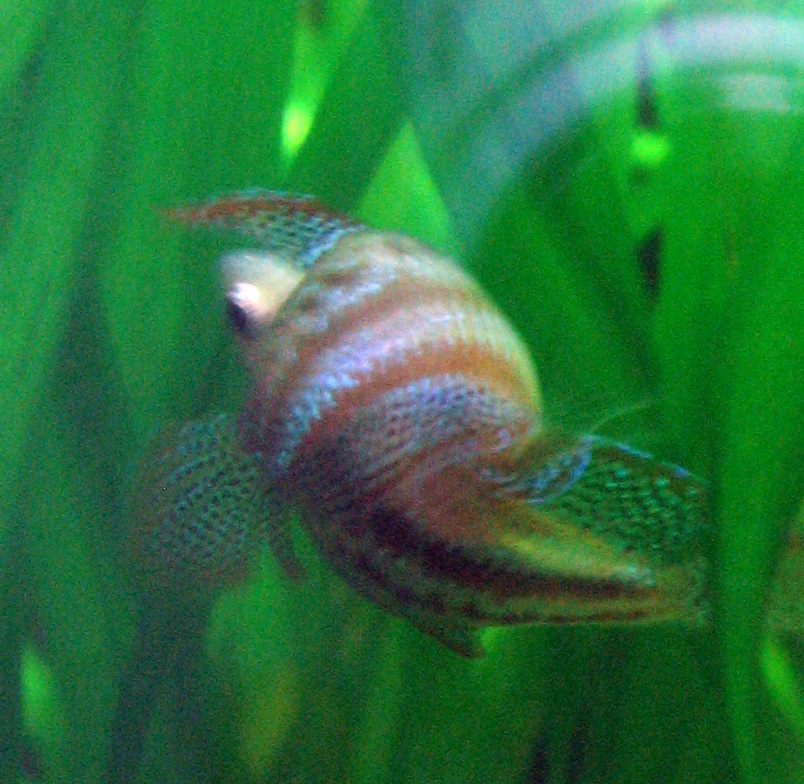
Accoppiamento

Come gli altri Osphronemidae il maschio produce un nido di bolle, dove durante l'accoppiamento verranno depositate le 100-170 uova deposte.

## Alimentazione
Si nutre di insetti ed invertebrati vari.

## Acquariofilia
È una specie apprezzata dagli acquariofili, facile da riprodurre in cattività.